# 97e division de chasseurs (Allemagne)
Pour les articles homonymes, voir 97e division.
La 97. Jäger-Division (en français : 97e division de chasseur) est l'une des divisions d'infanterie de l'armée allemande (Wehrmacht) durant la Seconde Guerre mondiale.

## Présentation
Peu mise en avant par l'historiographie, la 97. Jäger-Division, qui combattra tout au long de son existence uniquement sur le front de l'Est, est pourtant l'une des divisions d'infanterie les plus décorée de la Heer. En Novembre 1944, soit six mois avant la fin de la guerre, elle compte un taux de Croix de fer décernées supérieur de 70% à la moyenne des autres divisions. Constamment en première ligne, la division s'illustre sur le Don, à Touapsé, dans le Kouban, à Nikopol, faisant du combat d'arrière-garde sa grande spécialité.

## Historique et dénomination successive

### 97. Leichte-Infanterie-Division

#### L'entraînement et la préparation
La 97. Leichte-Infanterie-Division est créée en décembre de la même année dans la région de Bad Tölz en Haute-Bavière. Elle fait partie de la 12e vague de mobilisation de la Wehrmacht qui comprend également trois autres divisions légères (les 99e, 100e et 101e divisions).
Ces quatre nouvelles unités sont issues de la volonté de la Heer de disposer de divisions capables d’évoluer en terrain difficile, à l'exclusion de la haute montagne. Pour ce faire, leur composition est inspirée des Gebirgsjäger-Divisionen, avec deux régiments d'infanterie au lieu de trois et une structure plus mobile couplée à un régiment d'artillerie à quatre groupes (Abteilung) lourds, des groupes (Abteilung équivalent d'un bataillon) anti-chars, de reconnaissance, du génie, de transmissions et logistique.
Le personnel de la nouvelle division est issu des 3. Infanterie-Division (mot.) et 7. Infanterie-Division.
L'entraînement et la formation des unités commencent dès le 10 décembre 1940 sous le commandement du Major Beelitz. Deux jours plus tard, le Generalmajor Weiß est promu Kommander de la division. Il sera remplacé un mois plus tard par le Generalleutnant Von Förster (de). Finalement, après avoir supervisé en grande partie la formation et l'entraînement de la 97, il quitte son poste pour être remplacé par le Generalmajor Maximilian Fretter-Pico qui, lui, mènera la division au combat jusqu'en janvier 1942. C'est également lors de cette période d'instruction que la plume du petit coq de bruyère (Spielhahn) peuplant les Alpes est choisie comme insigne divisionnaire.

#### L’opération Barbarossa
Le 23 mai 1941, la division rejoint la ville de Tarnogród, où, en prévision de l'invasion de l'Union Soviétique, la division est incorporée temporairement à la 11. armee, subordonnée au LV. Armeekorps au sein du Heeresgruppe Sud.
Au début du mois de juin, la division change d'affectation ; elle rejoindra la 17. Armee (elle restera affectée à la 17. jusqu'en juin 1942) subordonnée au XXXIX. Armeekorps avec qui elle devra passer en première ligne à partir du 4e ou 5e jour de l'invasion.
L'objectif de la 17. Armee est de s'emparer de la ville de Lviv (Lvov) en Ukraine, puis de continuer en direction de Vinnytsia et du Dniepr. La division est placée en réserve mais doit cependant suivre la 71. Infanterie-Division.    
En revanche, le 22 juin 1941, le IV. Abteilung (Bttr.10-11) du 81. Artillerie-Regiment, qui déploiera ses batteries lourdes à Dachnów en Pologne, non loin de la frontière, pour appuyer l'avancée de la 71. I.-D. lors du début de l'invasion, de 3H15 du matin à 14h30, heure à laquelle elle réintégrera sa division. 
Finalement, le 23 juin au matin, la division change encore d'affectation et sera officiellement subordonnée au IV. Armeekorps, soit deux jours plus tôt que prévu. À midi, elle reçoit pour mission de suivre la 71. I.-D. jusqu’à Lubaczów avant de s'orienter vers l'Est pour longer la voie ferrée en direction des villes jumelles Basznia Dolna et Basznia Gorna et de s'emparer des hauteurs de Horyniec et Radruz (Hadruz). Une fois cela fait, elle devra obliquer vers le Sud-Est et foncer pour prendre le carrefour stratégique de Maheriv (Magierow).
Pour ce faire, le Generalmajor Maximilian Fretter-Pico constituera un détachement avancé composé d'un bataillon d'infanterie motorisée renforcé d'une compagnie antichar avec 12 pièces de 3,7cm, d'une section de transmission et d'une batterie lourde d'artillerie de la IV. Abteilung du 81. A.-R. Le reste de l'Abteilung suivra directement le détachement pour lui fournir un appui feu si besoin.

##### L'enfer de Maheriv (Magierow) (24 et 25 Juin 1941)
Dès le 23 au soir, les hauteurs à l'Est des deux localités seront prises. La ville de Radruz (Hadruz) sera conquise le 24 à l'aube après une faible résistance et Horyniec-Zdrój est contournée, les éléments avancés du détachement pousseront alors vers le Sud-Est et pénétreront en Ukraine après une progression de 8 km Ils atteindront le Nord de Seredkevychi (Sezerzec) à 17h, localité placée sur la route stratégique qui court d'Ouest en Est et relie Nemyriv (Niemirov) à Maheriv (Magierow) et Dobrosyn (Dobrosin).
Une percée rapide sur cette voie offrirait la possibilité de contourner les Soviétiques au Nord qui opposent une forte résistance à l'invasion de la ville de Rawa Ruska aux portes de l'Ukraine et où les restes du IV. Armeekorps sont mises en échec. Cela permettrait de mettre à mal toute la défense soviétique au Nord de Lviv (Lvov), ce qui était le premier objectif de la 17. Armee.
Les Soviétiques sont conscients de l'importance de cette artère et enverront un détachement de 14 blindés lourds de Maheriv (Magierow) à Seredkevychi (Sezerzec), en fin d’après-midi le 24 juin. Ils seront repérés et rapidement dispersés par les feux croisés de l'artillerie divisionnaire et des canons de 10 cm des 3 batteries de la 851. Schwere-Artillerie-Abteilung du 268. Artillerie-Regiment. Le détachement d'infanterie profitera du retrait des Russes pour parcourir les 10 km qui les séparaient de Maheriv (Magierow) et l'unité de reconnaissance s'emparera de la ville à 11h30.
Le 204. Infanterie-Regiment prendra, quant à lui, la ville de Khytreiky (Javorniki) au Sud de Maheriv (Magierow) dont il se verra confier la défense après le retrait de l'unité de reconnaissance.
La percée rapide jusqu’à ce point stratégique est à double tranchant pour la 97. I.-D. (L) En effet, les deux flancs de la division sont exposés ; au Nord la 295. Infanterie-Division piétine dans les sols sablonneux et les forêts au sud-ouest de Rawa-Ruska et au Sud la 71. Infanterie-Division est à 10 km en arrière de la 97. Les Russes se rendant compte de l'isolement de celle-ci et attaqueront la division à la pointe. Ce première assaut sera repoussé, cependant cette attaque n'est pas la principale ; deux bataillions blindés de chars BT7 russes prendront d'assaut les positions du 204. I.-R. et parviendront, au prix de combats violents, à repousser les Allemands hors de Khytreiky (Javorniki) à 18h.
Le reste de la division, en position défensive à Maheriv (Magierow), se dispose en hérisson (terme militaire : Défense en hérisson). Le 207. Infanterie-Regiment et deux batteries d'artillerie lourde seront renvoyées à Seredkevychi (Sezerzec) pour protéger les flancs de la division et former un barrage antichar contre une éventuelle percée à la jonction entre la 71. I.-D. et la 97.
Le 24 juin au soir, la situation empire pour les Allemands ; les Russes contourneront la ville et couperont le contact avec les unités enterrées dans la ville, en poussant l’écart entre les premières lignes allemandes et le 204. I.-R., détruiront au passage une batterie de cannons Flak-88mm, reprendront une bonne partie de la ville et encercleront le reste du régiment. Les unités russes poussent alors sur deux axes : 
- 1er axe : repousser les Allemands à l'Est vers Seredkevychi (Sezerzec) et la frontière.

- 2e axe : percer en remontant vers le Nord en direction de Rawa-Ruska pour soulager les troupes soviétiques enterrées dans la ville.

Le 25 juin, après une nuit de combat difficile pour les deux camps, le II.Infanterie-Batalion du 204. I.-R. lancera une contre-attaque et parviendra, au prix de pertes importantes, à se désenclaver et rejoindre le reste de la division. Elles repoussera les Russes hors de la ville.
Le 26 juin, la division restera en défensive pour attendre que les deux autres divisions soient à leur hauteur et pour faire le bilan des pertes.
Pour la seule journée du 25 juin, la 97.Leichte-Infanterie-Division paiera le prix fort : 10 canons Flak 88mm, 8 canons anti-char, 8 tracteurs d'artillerie, 8 camions de transport, 2 canons lourds écrasés sous les chenilles des chars soviétiques et rendus inutilisables, 47 morts au combat et autant de blessés.
Les Russes, eux aussi, font état d'un lourd bilan de cette contre-attaque : 18 chars BT7 détruits ou capturés, une batterie d'artillerie détruite et 54 morts au combat et autant de blessés.

##### En direction du cœur de l'Ukraine.
Le 27 juin, le front est totalement calme et la Wehrmacht découvre que l'Armée Rouge a évacué ses positions au cours de la nuit. En effet, la Stavka a décidé de replier la totalité des forces du Front du Sud-Ouest sur la Ligne Staline et d'abandonner la Galicie orientale pour éviter l'encerclement. 
Le IV. Armeekorps reprend enfin sa progression et ira s'emparer de Rawa Ruska, abandonnée par l'arrière-garde soviétique. La 97. quant à elle, ira remplir le premier objectif de la 17. Armee : la conquête de la ville de Lviv (Lvov). Elle tombera le 29 juin, sans résistance. 
Une fois la première partie du plan d'invasion rempli, la division continuera son avancée en direction de Vinnytsia et du Dniepr. Pour ce faire, elle lui faudra prendre Ternopil (Ternopol) et percer la Ligne Staline. Elle parviendra devant les localités de Tarlovka et Revovka, qui font partie de la ligne de défense russe.  
La division arrive dans ce secteur aux alentours du 10 ou 11 juillet, après une longue préparation d'artillerie et l'appui aérien des Stukas. Le 204. I.-R. est chargé de lancer l'assaut le 14 juillet, après des combats violents, le 207. I.-R. s’engouffrera dans la brèche et obliquera vers le nord afin d'enfermer les troupes soviétiques du secteur. Les combats dureront jusqu'au 17 juillet.  
La Ligne de défense soviétique percée, la 17. Armee devra s'assurer de faire barrière aux forces soviétiques dans l'immense plan d'encerclement prévu par la Wehrmacht dans la région d'Ouman au sud de Kiev.
Le 15 juillet, le IV. Armeekorps, s'extirpe des défenses de la Ligne Staline et reprend sa progression vers le Sud-Est. Le 20 juillet, des éléments avancés de la division et de la 1. Gebirgs-Division s'emparent de la ville de Vinnytsia, bouclant ainsi le second volet de leurs objectifs. Deux jours plus tard, le 22 juillet, ce sera au tour de la ville d'Ouman d’être conquise par des éléments du corps d'armée. La poche se forme et sera finalement scellée sur les 6e et 12e armées soviétiques lorsque le Panzergruppe 1 prendra la ville de Pervomaïsk légèrement plus au Sud-Est.  
La 97. Leichte-Infanterie-Division'', qui sera à partir du 1er août subordonnée au XXXIX. Armeekorps, participera à la réduction de la poche d'Ouman en attaquant par l'Est tandis que la 125. Infanterie-Division passera par l'Ouest, la 297. Infanterie-Division par le Nord et les 1. et 4. Gebirgs-Division par le Sud. Cette opération l’amènera à s'emparer du village Podvysokoje, le 1er ou 2 août, d'où elle aura pour mission de réduire les Russes embusqués dans les forêts alentour jusqu’à leur reddition actée le 9 août.
La Wehrmacht remporte là une victoire importante : 103 000 soldats russes se rendent, dont 6 généraux. Une grande quantité de matériel sera saisie en prise de guerre.   
Une fois la poche réduite, la division reprend son avancée à la suite du Panzergruppe 1 et atteindra les rives Ouest du Dniepr devant la ville de Krementchouk dans la seconde moitié d’août. La division passera sous commandement du LII. Armeekorps pour tout le mois de septembre 1941.

##### Le franchissement du Dniepr et la prise de Kiev
Dans le cadre de la vaste offensive de la Wehrmacht pour encercler par une manœuvre en tenaille les troupes soviétiques massées dans la capitale ukrainienne, la division a pour mission d'ouvrir l'axe de progression du Panzergruppe 1 qui forme la pince Sud de la manœuvre. Elle devra établir, avec la 100e division d'infanterie légère, une ou plusieurs têtes de pont sur la rive Est du Dniepr.
Le 29 août 1941, le 2e bataillon d'infanterie du 207e régiment d'infanterie débutera l'offensive en attaquant et prenant les quelques îles qui se trouvent entre la rive Ouest et Krementchouk. L'attaque principale, prévue le lendemain, est finalement reportée au 31 août par manque de matériel de franchissement.
La 100e division d'infanterie légère s'élance des rives Ouest à 06 h 00 du matin après une forte préparation d'artillerie commencée à 04 h 00. Elle prend alors pied sur les rives Est. La Spielhahn-Division attaquera à son tour à 14 h 00. Le 3 septembre, les deux divisions établiront une tête de pont, large de 8 km et allant jusqu’à quatre kilomètres à l’intérieur des terres. Celles-ci essuieront cependant une contre-offensive de la 38e armée soviétique qui empêchera tout franchissement du fleuve par des unités lourdes, franchissement qui ne sera rendu possible que le 11 septembre. Les Soviétiques ayant été repoussés, le Panzergruppe 1 fera la jonction avec le Panzergruppe 2 le 14 septembre, enfermant ainsi quelque 665 000 soldats russes dans l’immense poche de Kiev.

## Organisation

### Commandants
| Date                             | Grade                  | Commandant                         |
| -------------------------------- | ---------------------- | ---------------------------------- |
| ? juillet 1942 - 30 mai 1943     | Generalleutnant        | Ernst Rupp                         |
| 30 mai 1943 - 3 juin 1943        | Generalmajor           | Friedrich-Wilhelm Otte             |
| 3 juin 1943 - 12 décembre 1943   | General der Infanterie | Ludwig Müller                      |
| 13 décembre 1943 - 17 avril 1945 | Generalleutnant        | Friedrich-Carl Rabe von Pappenheim |
| 17 avril 1945 - 8 mai 1945       | Generalmajor           | Robert Bader                       |

### Officier d'opérations (Ia)
| Date                          | Grade               | Commandant        |
| ----------------------------- | ------------------- | ----------------- |
| Avril 1942 - Septembre 1942   | Oberstleutnant i.G. | Arthur Weber      |
| Septembre 1942 - Juillet 1944 | Oberstleutnant i.G. | Kurt Ferchl       |
| Juillet 1944 - 8 mai 1945     | Oberstleutnant i.G. | Karl-Ernst Müller |

## Théâtres d'opérations

### 97. Leichte-Infanterie-Division
| Date                         | Corp               | Armée          | Heeresgruppe     | Secteur d'opération |
| ---------------------------- | ------------------ | -------------- | ---------------- | ------------------- |
| Décembre 1940 - Février 1941 | XVIII. Armeekorps  | 2. Armee       | Heeresgruppe C   | Bayern (Allemagne)  |
| Mars 1941                    | LV. Armeekorps     | 2. Armee       | Heeresgruppe C   | Bayern (Allemagne)  |
| Avril - Mai 1941             | LV Armeekorps      | 11. armee      | Heeresgruppe C   | Bayern (Allemagne)  |
| 1er juin - 21 juin 1941      | XXXIX. Armeekorps  | 17. Armee      | Heeresgruppe Sud | Lviv (Ukraine)      |
| 21 juin - Juillet 1941       | IV. Armeekorps     | 17. Armee      | Heeresgruppe Sud | Vinnytsia (Ukraine) |
| Août 1941                    | XXXIX. Armeekorps  | 17. Armee      | Heeresgruppe Sud | Ouman (Ukraine)     |
| Septembre 1941               | LII. Armeekorps    | 17. Armee      | Heeresgruppe Sud | Kiev (Ukraine)      |
| Octobre - Décembre 1941      | IV. Armeekorps     | 17. Armee      | Heeresgruppe Sud | Artiomovsk (Russie) |
| Janvier 1942                 | LII. Armeekorps    | 17. Armee      | Heeresgruppe Sud | Donetsk (Ukraine)   |
| Février - Mai 1942           | XXXXIV. Armeekorps | 17. Armee      | Heeresgruppe Sud | Donetsk (Ukraine)   |
| Juin 1942                    | XXXXIV. Armeekorps | 1. Panzerarmee | Heeresgruppe Sud | Izioum (Ukraine)    |

### 97 Jäger-Division
| Date                      | Corp                       | Armée          | Heeresgruppe             | Secteur d'opération            |
| ------------------------- | -------------------------- | -------------- | ------------------------ | ------------------------------ |
| Juillet 1942              | XXXXIV. Armeekorps         | 1. Panzerarmee | Heeresgruppe Sud         | Rostov-sur-le-Don (Russie)     |
| Août 1942                 | XXXXIV. Armeekorps         | 1. Panzerarmee | Heeresgruppe A           | Armavir (Russie)               |
| Septembre - Décembre 1942 | XXXXIV. Armeekorps         | 17. Armee      | Heeresgruppe A           | Maïkop (Russie)                |
| Janvier 1943              | Nc                         | 17. Armee      | Heeresgruppe A           | Transcaucasie (Russie)         |
| Février - Septembre 1943  | XXXXIV. Armeekorps         | 17. Armee      | Heeresgruppe A           | Kuban (Russie)                 |
| Octobre 1943              | XXXXIX. Gebirgs-Armeekorps | 17. Armee      | Heeresgruppe A           | Crimée (Russie)                |
| Novembre - Décembre 1943  | XXIX. Armeekorps           | 1. Panzerarmee | Heeresgruppe Sud         | Nikopol (Ukraine)              |
| Janvier - Février 1944    | XXIX. Armeekorps           | 6. Armee       | Heeresgruppe Sud         | Nikopol (Ukraine)              |
| Mars 1944                 | XXIX. Armeekorps           | 6. Armee       | Heeresgruppe A           | Mykolaïv (Ukraine)             |
| Avril 1944                | XXX. Armeekorps            | 6. Armee       | Heeresgruppe Südukraine  | Tiraspol (Moldavie)            |
| Mai 1944                  | XXXX. Armeekorps           | 6. Armee       | Heeresgruppe Südukraine  | Butur                          |
| Juin 1944                 | LII. Armeekorps            | 6. Armee       | Heeresgruppe Südukraine  | Butur                          |
| Juillet 1944              | Nc                         | 6. Armee       | Heeresgruppe Südukraine  | Chișinău (Moldavie)            |
| Août 1944                 | III. Panzerkorps           | 4. Panzerarmee | Heeresgruppe Nordukraine | Kielce (Pologne)               |
| Septembre 1944            | XXXXVIII. Panzerkorps      | 4. Panzerarmee | Heeresgruppe Nordukraine | Baranów Sandomierski (Pologne) |
| Octobre 1944              | XI. Armeekorps             | 1. Panzerarmee | Heeresgruppe A           | Beskides Moravo-Silésiennes    |
| Novembre - Décembre 1944  | XXXXIX. Gebirgs-Armeekorps | 1. Panzerarmee | Heeresgruppe A           | Košice (Slovaquie)             |
| Janvier 1945              | XXXXIX. Gebirgs-Armeekorps | 1. Panzerarmee | Heeresgruppe A           | Oberschlesein (Haute-Silésie)  |
| Février - Avril 1945      | XI. Armeekorps             | 1. Panzerarmee | Heeresgruppe Mitte       | Oberschlesein (Haute-Silésie)  |
| Mai 1945                  | XXXXIX. Gebirgs-Armeekorps | 1. Panzerarmee | Heeresgruppe Mitte       | Havlíčkův Brod (Rep.-Tchèque)  |

## Ordre de marche

### 97. Leichte-Infanterie-Division
| Unité                                 | Date       | Type d'unité (arme)           | Bat./Rgt.                  | Division      | Corp              | Heeresgruppe   | Wehrkreis     | Garnison                                        | Ordre de marche                      | Effectifs théorique |
| ------------------------------------- | ---------- | ----------------------------- | -------------------------- | ------------- | ----------------- | -------------- | ------------- | ----------------------------------------------- | ------------------------------------ | ------------------- |
| 97.Leichte-Infanterie-Division        | 10/12/1940 | Infanterie légère             |                            |               | XVIII. Armeekorps | Heeresgruppe C | Wehrkreis VII | Bad Tölz (Allemagne)                            | 204.IR, 207.IR, 81.AR                |                     |
| - Regiment B                          | 09/12/1940 | Infanterie                    |                            | 97. I.-D. (L) | XVIII. Armeekorps | Heeresgruppe C | Wehrkreis VII | Weilheim (Allemagne)                            | I. - III.                            |                     |
| → 204. Infanterie-Regiment            | 15/12/1940 | Infanterie légère             |                            | 97. I.-D. (L) | XVIII. Armeekorps | Heeresgruppe C | Wehrkreis VII | Weilheim in Oberbayern (Allemagne)              | I. 1-5, II. 6-10, III. 11-15,16      |                     |
| - I. & II. Infanterie-Batalion        | 15/12/1940 | Infanterie légère             | → 19. Inf.-Rgt.            | 97. I.-D. (L) | XVIII. Armeekorps | Heeresgruppe C | Wehrkreis VII | I. Munich (Allemagne), II. Freising (Allemagne) | I. 1-5, II. 6-10                     |                     |
| - III. Infanterie-Batalion            | 15/12/1940 | Infanterie légère             | → 61. Inf.-Rgt.            | 97. I.-D. (L) | XVIII. Armeekorps | Heeresgruppe C | Wehrkreis VII | Traunstein (Allemagne)                          | III. 11-15,16                        |                     |
| - Regiment A                          | 09/12/1940 | Infanterie                    |                            | 97. I.-D. (L) | XVIII. Armeekorps | Heeresgruppe C | Wehrkreis VII | Bad Aibling (Allemagne)                         | I. - III.                            |                     |
| → 207. Infanterie-Regiment            | 15/12/1940 | Infanterie légère             |                            | 97. I.-D. (L) | XVIII. Armeekorps | Heeresgruppe C | Wehrkreis VII | Bad Aibling (Allemagne)                         | I. - III.                            |                     |
| - I., II. & III. Infanterie-Batalion  | 15/12/1940 | Infanterie légère             | → 62. Inf.-Rgt.            | 97. I.-D. (L) | XVIII. Armeekorps | Heeresgruppe C | Wehrkreis VII | Landshut (Allemagne)                            | I. 1-5, II. 6-10, III. 11-15,16      |                     |
| - 81. Artillerie-Regiment             | 10/12/1940 | Artillerie lourde             |                            | 97. I.-D. (L) | XVIII. Armeekorps | Heeresgruppe C | Wehrkreis VII | Bad Tölz (Allemagne)                            | I. 1-2, II. 4-5, III. 7-9, IV. 10-11 |                     |
| - I. Abteilung                        | 10/12/1940 | Artillerie lourde             | → 39. Art.-Rgt.            | 97. I.-D. (L) | XVIII. Armeekorps | Heeresgruppe C | Wehrkreis VII | Kostrzyn nad Odrą (Pologne)                     | 1-2                                  |                     |
| - II. Abteilung                       | 10/12/1940 | Artillerie lourde             |                            | 97. I.-D. (L) | XVIII. Armeekorps | Heeresgruppe C | Wehrkreis VII | Bad Tölz (Allemagne)                            | 4-5                                  |                     |
| - III. Abteilung                      | 10/12/1940 | Artillerie lourde             | → 7.Art.-Rgt.              | 97. I.-D. (L) | XVIII. Armeekorps | Heeresgruppe C | Wehrkreis VII | Freising (Allemagne)                            | 7-9                                  |                     |
| - IV. Abteilung                       | 10/12/1940 | Artillerie lourde             | → 39. Art.-Rgt.            | 97. I.-D. (L) | XVIII. Armeekorps | Heeresgruppe C | Wehrkreis VII | Bad Tölz (Allemagne)                            | 10-11                                |                     |
| - 97. Feldersatz-Batalion             | 04/04/1941 | Infanterie (unité de réserve) |                            | 97. I.-D. (L) | LV. Armeekorps    | Heeresgruppe C | Wehrkreis VII | Nc                                              | I. 1-3                               |                     |
| - 97. Panzerjäger-Abteilung           | 08/12/1940 | Chasseur de chars             |                            | 97. I.-D. (L) | XVIII. Armeekorps | Heeresgruppe C | Wehrkreis VII | Oberbayern                                      | I. 1-2                               |                     |
| - I. Kompanie                         | 08/12/1940 | Chasseur de chars             | → 161 Pz.Jg.Kp./61. I.-D.  | 97. I.-D. (L) | XVIII. Armeekorps | Heeresgruppe C | Wehrkreis VII | Oberbayern                                      | 1                                    |                     |
| - II. Kompanie                        | 08/12/1940 | Chasseur de chars             | 97. Panzerjäger-Abteilung  | 97. I.-D. (L) | XVIII. Armeekorps | Heeresgruppe C | Wehrkreis VII | Oberbayern                                      | 1                                    |                     |
| - 97. Aufklärungs-Abteilung           | 09/12/1940 | Reconnaissance                |                            | 97. I.-D. (L) | XVIII. Armeekorps | Heeresgruppe C | Wehrkreis VII | Bad Tölz (Allemagne)                            | I. 1-2                               |                     |
| - 97. Pionier-Batalion                | 14/12/1940 | Génie                         |                            | 97. I.-D. (L) | XVIII. Armeekorps | Heeresgruppe C | Wehrkreis VII | Bad Tölz (Allemagne)                            | I. 1-3                               |                     |
| - I. Kompanie                         | 14/12/1940 | Génie                         | → 1./262.Pi.-Btl./262. I-D | 97. I.-D. (L) | XVIII. Armeekorps | Heeresgruppe C | Wehrkreis VII | Nc                                              | 1                                    |                     |
| - II. Kompanie                        | 14/12/1940 | Génie                         | → 2./7.Pi.-Btl./7. I-D     | 97. I.-D. (L) | XVIII. Armeekorps | Heeresgruppe C | Wehrkreis VII | Nc                                              | 1                                    |                     |
| - III. Kompanie                       | 14/12/1940 | Génie                         | 97. Pi.-Btl.               | 97. I.-D. (L) | XVIII. Armeekorps | Heeresgruppe C | Wehrkreis VII | Nc                                              | 1                                    |                     |
| - 97. Inf.-Div.-Nachrichten-Abteilung | 15/12/1940 | Transmission                  |                            | 97. I.-D. (L) | XVIII. Armeekorps | Heeresgruppe C | Wehrkreis VII | Bad Tölz (Allemagne)                            | 1                                    |                     |
| - 97. Inf.Div.-Nachschubführer        | 14/12/1940 | Logistique                    |                            | 97. I.-D. (L) | XVIII. Armeekorps | Heeresgruppe C | Wehrkreis VII | Nc                                              | 1                                    |                     |

### 97. Jäger-Division
| Unité                                     | Insigne (1) | Insigne (2) | Date                    | Type d'unité (arme)           | Bat./Rgt.            | Division   | Corp               | Heeresgruppe     | Wehrkreis     | Garnison                   | Ordre de marche                                  | Effectifs théorique |
| ----------------------------------------- | ----------- | ----------- | ----------------------- | ----------------------------- | -------------------- | ---------- | ------------------ | ---------------- | ------------- | -------------------------- | ------------------------------------------------ | ------------------- |
| 97. Jäger-Division                        |             |             | 06/06/1942              | Chasseur à pied               |                      |            | XXXXIV. Armeekorps | Heeresgruppe Sud | Wehrkreis VII | Izioum (Ukraine)           | 204.J-R, 207.J-R, 81. A-R                        |                     |
| - 204. Jäger-Regiment                     |             |             | 06/07/1942              | Chasseur à pied               | → 204. Inf.-Rgt.     | 97. Jäg.-D | XXXXIV. Armeekorps | Heeresgruppe Sud | Wehrkreis VII | Rostov-sur-le-Don (Russie) | I. 1-5, II. 6-10, III. 11-15,16 (Pz.Jg)          |                     |
| → 204. Jäger-Regiment                     |             |             | 1944                    | Chasseur à pied               | → 204. Jäg.-Rgt.     | 97. Jäg.-D | XXIX. Armeekorps   | Heeresgruppe Sud | Wehrkreis VII | Nikopol (Ukraine)          | I. 1-5, II. 6-10, III. 11-15,16 (Pz.Jg), 17 (Pi) |                     |
| - 207. Jäger-Regiment                     |             |             | 06/07/1942              | Chasseur à pied               | → 207. Inf.-Rgt.     | 97. Jäg.-D | XXXXIV. Armeekorps | Heeresgruppe Sud | Wehrkreis VII | Rostov-sur-le-Don (Russie) | I. 1-5, II. 6-10, III. 11-15,16 (Pz.Jg)          |                     |
| → 207. Jäger-Regiment                     |             |             | 1944                    | Chasseur à pied               | → 207. Jäg.-Rgt.     | 97. Jäg.-D | XXIX. Armeekorps   | Heeresgruppe Sud | Wehrkreis VII | Nikopol (Ukraine)          | I. 1-5, II. 6-10, III. 11-15,16 (Pz.Jg), 17 (Pi) |                     |
| - 81. Artillerie-Regiment                 |             |             | 06/07/1942              | Artillerie lourde             |                      | 97. Jäg.-D | XXXXIV. Armeekorps | Heeresgruppe Sud | Wehrkreis VII | Donetsk (Ukraine)          | I. 1-2, II. 4-5, III. 7-9, IV. 10-11             |                     |
| → 81. Artillerie-Regiment                 |             |             | 1943                    | Artillerie lourde             |                      | 97. Jäg.-D | XXXXIV. Armeekorps | Heeresgruppe A   | Wehrkreis VII | Transcaucasie (Russie)     | I. 1-2, II. 4-5, III. 7-9, IV. 10-13             |                     |
| - 97. Feldersatz-Batalion                 |             |             | 06/06/1942              | Infanterie (unité de réserve) |                      | 97. Jäg.-D | XXXXIV. Armeekorps | Heeresgruppe Sud | Wehrkreis VII | Nc                         |                                                  |                     |
| → 81. Feldersatz-Batalion                 |             |             | 09/09/1943              | Artillerie (unité de réserve) | 10-13 IV./81 Art.Rgt | 97. Jäg.-D | XXXXIV. Armeekorps | Heeresgruppe A   | Wehrkreis VII | Kuban (Russie)             | I. 1-3                                           |                     |
| - 97. Panzerjäger-Abteilung               |             |             | 06/06/1942              | Chasseur de chars             |                      | 97. Jäg.-D | XXXXIV. Armeekorps | Heeresgruppe Sud | Wehrkreis VII | Rostov-sur-le-Don (Russie) | I. 1-3, + I. 1-4, + I. 1-2                       |                     |
| - I. Kompanie                             |             |             | 1942-43                 | Chasseur de chars             | 97. Pz.Jg-Abt.       | 97. Jäg.-D | Nc                 | Nc               | Wehrkreis VII | Nc                         | 1                                                |                     |
| - 1097. Sturmgeschütz-Abteilung           |             |             | 1944                    | Canon automoteur              | 97. Pz.Jg-Abt.       | 97. Jäg.-D | XXIX. Armeekorps   | Heeresgruppe Sud | Wehrkreis VII | Nikopol (Ukraine)          | Nc                                               |                     |
| - III. Flak-Kompanie                      |             |             | Novembre 1943           | Lutte antiaérienne            | 97. Pz.Jg-Abt.       | 97. Jäg.-D | XXIX. Armeekorps   | Heeresgruppe Sud | Wehrkreis VII | Nikopol (Ukraine)          | 1                                                |                     |
| - 373. Wallonisches Infanterie-Batalion   |             |             | Juillet - Novembre 1942 | Infanterie                    | 97. Pz.Jg-Abt.       | 97. Jäg.-D | XXIX. Armeekorps   | Heeresgruppe A   | Wehrkreis III | Międzyrzecz (Pologne)      | I. 1-4                                           |                     |
| - I./97 Aserbeidschan.Infanterie-Batalion |             |             | Hiver 1942-43           | Infanterie                    | 97. Pz.Jg-Abt.       | 97. Jäg.-D | XXXXIV. Armeekorps | Heeresgruppe A   | Wehrkreis VII | Maïkop (Russie)            | I. 1-2                                           |                     |
| - I.& II.Kosaken Kompanie                 |             |             | Mai 1943                | Cavalerie légère              | 97. Pz.Jg-Abt.       | 97. Jäg.-D | XXXXIV. Armeekorps | Heeresgruppe A   | Wehrkreis VII | Kuban (Russie)             | 1-2                                              |                     |
| - 97. Radfahr-Abteilung                   |             |             | 01/06/1942              | Reconnaissance (Cyclo)        |                      | 97. Jäg.-D | XXXXIV. Armeekorps | Heeresgruppe Sud | Wehrkreis VII | Rostov-sur-le-Don (Russie) | I. 1-4                                           |                     |
| → 97. Aufklärungs-Abteilung               |             |             | 01/04/1943              | Reconnaissance (Moto)         |                      | 97. Jäg.-D | XXXXIV. Armeekorps | Heeresgruppe A   | Wehrkreis VII | Kuban (Russie)             | I. 1-4                                           |                     |
| - 97. Pionier-Batalion                    |             |             | 01/06/1942              | Génie                         |                      | 97. Jäg.-D | XXIX. Armeekorps   | Heeresgruppe Sud | Wehrkreis VII | Nikopol (Ukraine)          | I. 1-3                                           |                     |
| → 97. Pionier-Batalion                    |             |             | 1944                    | Génie                         | 97. Pi.-Btl.         | 97. Jäg.-D | XXIX. Armeekorps   | Heeresgruppe Sud | Wehrkreis VII | Nikopol (Ukraine)          | 1-4                                              |                     |
| - 97. Inf.-Div.-Nachrichten-Abteilung     |             |             | 01/06/1942              | Transmission                  |                      | 97. Jäg.-D | XXXXIV. Armeekorps | Heeresgruppe Sud | Wehrkreis VII | Rostov-sur-le-Don (Russie) | 1                                                |                     |
| - 97. Kdr. der Inf.-Div.-Nachschubfürher  |             |             | 15/10/1942              | Logistique                    |                      | 97. Jäg.-D | XXXXIV. Armeekorps | Heeresgruppe A   | Wehrkreis VII | Maïkop (Russie)            | 1                                                |                     |